# Lino De Benetti
Lino De Benetti (Padova, 29 gennaio 1939) è un politico italiano.

## Biografia
Laureato in Scienze religiose, è stato pastore della Chiesa valdese. Eletto alla Camera dei deputati nel 1992 nel collegio di Genova con I Verdi; viene riconfermato anche nel 1994 e poi nel 1996 nel collegio uninominale di Genova-Campomorone, come esponente verde prima nella coalizione dei Progressisti e poi de L'Ulivo. A Montecitorio fa parte della Commissione Finanze per tutti i nove anni del suo mandato.
Nel 2001, assieme a Edo Ronchi e Luigi Manconi, abbandona i Verdi per fondare l'associazione "Sinistra Ecologista" aderendo poi ai Democratici di Sinistra. In seguito allo scioglimento dei DS, nel 2007 confluisce nel Partito Democratico.